# 费利佩·鲁巴尔卡瓦
费利佩·鲁巴尔卡瓦（西班牙語：Felipe Ruvalcaba，1941年2月16日—2019年9月4日），墨西哥男子足球运动员，司职前锋。他曾代表墨西哥国家队参加1962年和1966年国际足联世界杯，两届比赛均止步小组赛阶段。